# Sensor (personaggio)
Jeka Wynzorr, nome in codice Sensor, è un personaggio immaginario, una supereroina nel futuro dell'Universo DC, ed un membro della Legione dei Super-Eroi.
Jeka è un'aliena a forma di serpente, che fu successivamente alterata dall'"energia Hypertaxis" e da Ra's al Ghul in una forma semi umanoide, riottenendo la sua coda di serpente ma la metà superiore del corpo in forma umana.

## Biografia del personaggio
Jeka Wynzorr fu la Principessa di Orando, un mondo popolato da una classe dirigente di enormi serpenti senzienti e da una sottoclasse (quasi altrettanto senziente) di piccoli mammiferi simili ai procioni. Tuttavia, ella rinunciò alla sua eredità per viaggiare nella galassia, utilizzando il suo potere di illusione per mascherarsi da umanoide per non attirare l'attenzione. Non è chiaro come la sua razza, che manca di manipolatori manuali, poté costruire una civiltà avanzata; tuttavia, è implicito che poté avvenire tramite la schiavitù dei procioni. Dopo essersi unita alla Legione, indossò subito un paio di braccia cibernetiche, di cui da lì in poi fu vista senza molto raramente.
Infine, giunse sulla Terra, e scelse di unirsi ai provini della Legione. Fu accettata, insieme a Magno e Umbra, e scelse il nome in codice di Sensor (omaggio a "Sensor Girl", ultimo nome in codice della Principessa Projectra nella Legione pre-Ora Zero) a causa dei suoi poteri mentali.
Fu membro della Legione per qualche periodo - anche durante il suo scioglimento, quando metà della squadra fu "Perduta", fu una componente chiave del piano di R. J. Brande di costruire un planetoide artificiale, Legion World, permettendo alla squadra di nascondere gli sforzi di ricostruzione, mentre lui e Cosmic Boy ne riprogettavano l'inizio.
Dopo che la maggior parte dei membri perduti ritornarono e la squadra si riformò formalmente, continuò a restare con la Legione, finché non fu colpita da un lampo di "energia Hypertaxis" mentre si trovava su Xanthu. Questo causò una mutazione fuori controllo finché l'arci criminale Ra's al Ghul riuscì a stabilizzarla in una dorma piuttosto diversa da quella originale. Amareggiata dal cambiamento, decise di nascondersi nei suoi quartieri con le luci spente, rifiutandosi di parlare con qualcuno finché non fu costretta a uscire quando il resto del gruppo (così come chiunque altro nella Legion World e altri numerosi pianeti) furono schiavizzati da Universo, mentre lei dimostrò di esserne naturalmente immune. Dopo che Shikari riuscì a liberarsi, le due furono costrette ad utilizzare un Treshold instabile per collegarsi con il pianeta Steeple così da fuggire con i loro compagni. Qui, incontrarono Ferro e Karate Kid, e i monaci che vi si risiedevano crearono dei collari di cristallo che estesero la loro immunità di acquisizione mentale anche a loro. Mentre gli altri tre furono schiavizzati subito da Universo, Sensor riuscì a ingannarlo abbastanza a lungo da liberare Saturn Girl e Dreamer. Con l'aiuto di Apparition e del figlio di Ultra Boy, Cub, Saturn Girl riuscì a sconfiggere Universo, e Sensor co-nominò Dreamer per l'adesione alla Legione. Ora era in grado di aggiustare lentamente la sua forma.
Nella nuova continuità della Legione lanciata nel 2004, Sensor scomparve e al suo posto ci fu una nuova versione dell'umana Principessa Projectra originale.

### Crisi Finale
In Crisi finale: la Legione dei 3 mondi n. 2, la nuova versione della Legione e la terza versione furono convocate sulla Nuova Terra del 31º secolo. Sensor fu tra i Legionari salvati dal Limbo, in quanto la Principessa Projectra era un membro della terza versione della Legione, e Sensor Girl era un membro della Legione originale.
La sua forma originale fu vista tra dozzine di Legionari tirati fuori da realtà alternative in Crisi finale: la Legione dei 3 mondi n. 5.

## Nome
Il primo nome di Sensor, Jeka, è un riferimento alla sua controparte pre-nuova versione soprannominata "Jeckie" (diminutivo di "Projectra"). Il suo cognome, Wynzorr, è un riferimento alla Casata dei Windsor, la famiglia reale britannica corrente. In linea con questo, suo padre è il Re Charlz, e lei aveva un fratello di nome Willum, gioco di parole per indicare il Principe Carlo e il Principino William.